# Ferdinand Georg Frobenius
Ferdinand Georg Frobenius   (Charlottenburg, 26 d'octubre de 1849 - Berlín, 3 d'agost de 1917) va ser un matemàtic alemany conegut per les seves contribucions a la teoria de les funcions el·líptiques, equacions diferencials i teoria de grups. També és conegut per les famoses identitats en determinants, coneguts com a fórmules Frobenius-Stickelberger que regeixen les funcions el·líptiques, i per al desenvolupament de la teoria de les formes bicuadràtiques. També va ser el primer a introduir el concepte d'aproximacions racionals de les funcions (avui conegut com a aproximacions de Pade), i va donar la primera prova completa de la teorema de Cayley-Hamilton. En la física matemàtica moderna dueen el seu nom certs objectes geomètrics diferencials, coneguts com a col·lectors de Frobenius.

## Biografia
Ferdinand Georg Frobenius va néixer el 26 octubre 1849 a Charlottenburg, un suburbi de Berlín els seus pares foren un rector protestant, i Christine Elizabeth Friedrich. Va entrar al Gymnasium Joachimsthal el 1860 quan tenia gairebé onze anys. En 1867, després de graduar-se, se'n va anar a la Universitat de Göttingen, on va començar els seus estudis universitaris, però només va estudiar allà durant un semestre abans de tornar a Berlín, on va assistir a les conferències per Kronecker, Kummer i Karl Weierstrass. Va rebre el seu doctorat (guardonat amb distinció) el 1870 sota la supervisió de Weierstrass. La seva tesi, dirigida per Weierstrass, està centrada en la solució d'equacions diferencials. El 1874, després d'haver exercit de professor per primera vegada a l'escola secundària Joachimsthal, més tard va exercir de professor a l'escola secundària Sophienrealschule, més endavant va ser nomenat professor de matemàtiques extraordinari a la Universitat de Berlín. Frobenius va estar a Berlín un any abans d'anar a Zúric per prendre un càrrec com a professor ordinari en la Eidgenössische Politècnic. Durant disset anys, entre 1875 i 1892, Frobenius va treballar a Zuric. Allà es va casar, va formar la seva família, i va fer la feina més important en diferents àrees de les matemàtiques. En els últims dies de desembre 1891 Kronecker va morir i, per tant, la seva càtedra a Berlín va quedar vacant. Weierstrass, creient fermament que Frobenius era la persona adequada per mantenir Berlín en l'avantguarda de les matemàtiques, va utilitzar la seva considerable influència perquè Frobenius fos nomenat. El 1893 va tornar a Berlín, on va ser elegit membre de l'Acadèmia Prussiana de les Ciències.

## Contribucions a la teoria de grups
La teoria de grups va ser un dels principals interessos de Frobenius durant la segona meitat de la seva carrera. Una de les seves primeres contribucions va ser la prova dels grups abstractes Teorema de Sylow. Proves anteriors havien estat desenvolupades per als grups de permutació. La seva demostració del teorema de Sylow (en els grups de Sylow) és una de les que s'utilitzen sovint avui en dia.

## Contribucions a la teoria de nombres
Frobenius va introduir una forma canònica de convertir els nombres primers en la classes de conjugació de grup de Galois en Q. Específicament, si K /Q és una extensió finita de Galois llavors a cada un (positiu) primer p que no ramifiquen en K i a cada ideal primer P s'estén sobre p a K no és un element únic G de Gal (K /Q) que satisfà la condició G (x) =x P (mod P) per a tots els enters X de  K. Variant P a  P canvis g en un conjugat (i cada conjugat de g es produeix d'aquesta manera), de manera que la conjugació de la classe g al Galois grup està canònicament associat a p. Això es coneix com la classe de conjugació de Frobenius de p i qualsevol element de
la classe de conjugació es diu un element de Frobenius de p. Si donem per K de la m la camp ciclotòmic, el grup de Galois sobre Q són les unitats de mòdul m (i per tant
és abelià, de manera que les classes es converteixen en elements de conjugació), després de p no m, dividint a la classe de Frobenius en el grup de Galois és p m mod. Des d'aquest punt de vista, la distribució de Frobenius classes de conjugació dels grups de Galois sobre Q (o, més generalment, els grups de Galois sobre qualsevol cos de nombres) generalitza Dirichlet resultat clàssic dels nombres primers en les progressions aritmètiques. L'estudi dels grups de Galois d'infinit grau extensions de Q depèn fonamentalment de la construcció d'elements de Frobenius, que proporciona, d'alguna manera un subconjunt dens d'elements que són accessibles a un estudi detallat.

## Publicacions
- Frobenius, Ferdinand Georg. Gesammelte Abhandlungen. Bände I, II, III.  Berlin, New York: Springer-Verlag, 1968. ISBN 978-3-540-04120-7.